# De Burd
De Burd of De Bird is een eiland ten oosten van het dorp Grouw, waarvan het gescheiden is door het Prinses Margrietkanaal.  
Ten noordwesten wordt het eiland begrensd door het Prinses Margrietkanaal, ten westen door het Pikmeer, ten zuiden door de Wijde Ee en ten oosten door de Graft.
Het eiland was oorspronkelijk nog wat groter, maar de aanleg van het Prinses Margriet Kanaal heeft het westelijke deel van het eiland "afgesneden". Hierop is nu camping Yn 'e Lyte gevestigd. Dit deel is tegenwoordig door middel van een brug met het dorp Grouw verbonden. De Burd is bereikbaar via veerpont De Burd die verkeer vanaf de campingzijde over het Prinses Margrietkanaal zet naar het eiland. De veerpont had door de jaren heen een belangrijke rol bij de instandhouding van de leefbaarheid op het eiland.
Het eiland wordt ook wel gezien als een buurtschap in haar geheel. In 1840 had de buurtschap 39 inwoners met 8 huizen. Het aantal bewoonde huizen is verdubbeld, vaker wordt het in de 21ste eeuw gewoon alleen een eiland genoemd. Oorspronkelijk is het de naam van een boerderij op het eiland, in 1451 aangegeven als Tyaerd ander Berd in een adressering. In 1511 werd het als plaats vermeld als Bierd en in 1543 Byrd. De Bird is feitelijk de Nederlandstalige naam voor het eiland maar de Friestalige naam De Burd wordt sinds het einde van de twintigste eeuw steeds vaker gebruikt.
Het slotenpatroon op een groot deel van het eiland bestaat al sinds de 15e eeuw. Vanaf die tijd heeft het eiland altijd een agrarische functie gehad. In de twintigste eeuw is deze functie uitgebreid met de bouw van een groot aantal recreatiewoningen en het aanmeren van woonboten (vooral aan de zuid en westzijde). Aan het eind van de twintigste eeuw is een groot deel van de gronden van het eiland overgegaan naar It Fryske Gea, dat agrarisch beheer toestaat dat gericht is op de bescherming van weidevogels. Ondanks dit beheer neemt de weidevogelstand sinds de eeuwwisseling af.
Sinds 2006 maakt het gebied deel uit van het Nationaal Park De Oude Venen. In 2018 is een deel van het eiland (25 hectare) vrijgemaakt voor het vaarwater Suderburds Wiid, waardoor het eiland is gesplitst. 
Op het eiland staan drie windmolens.

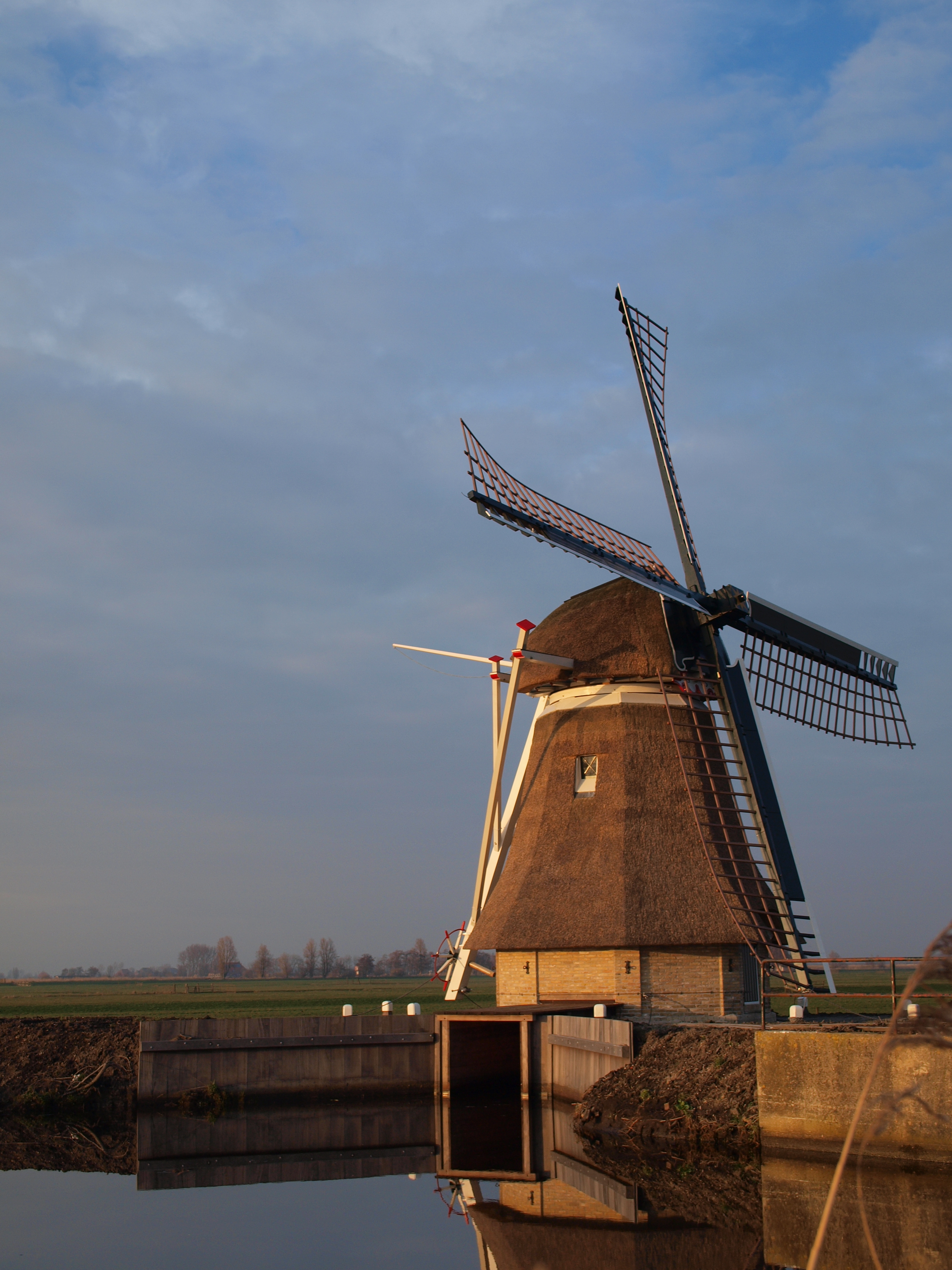
De Borgmolen
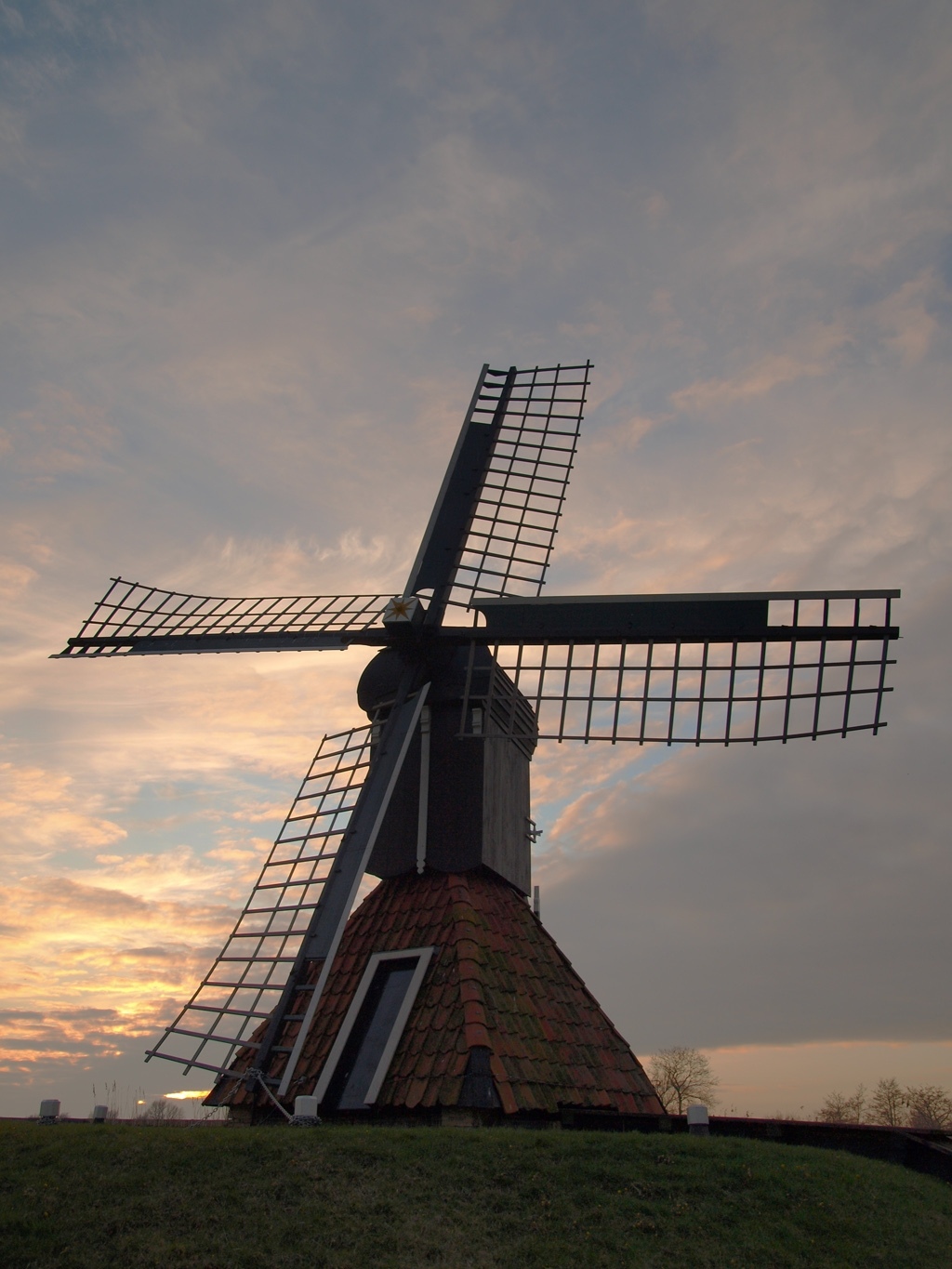
Haensmolen
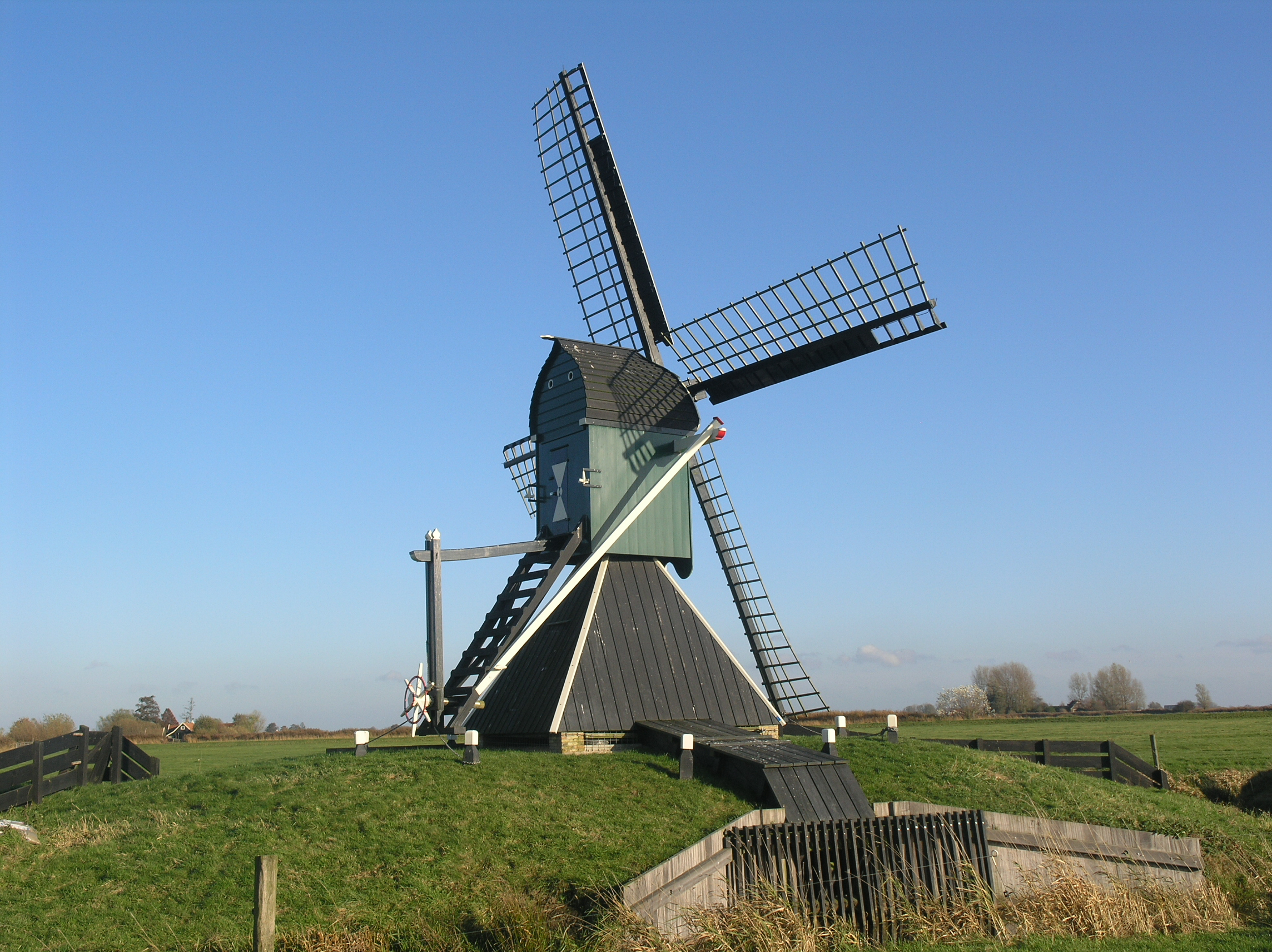
Spinnenkopmolen De Bird